# لاپاز (سزار)
لا پاس (سزار) (به اسپانیایی: Los Robles La Paz) یک سکونتگاه مسکونی در کلمبیا است که در بخش سزار واقع شده‌است.

## خصوصیات
لا پاس ۲۱٬۲۸۹ نفر جمعیت دارد.